# Skid
Uno skid (lett. "slitta", "pattino") è un basamento sul quale vengono installate apparecchiature industriali modulari e autonome, generalmente nell'ambito di un impianto industriale più grande. Il basamento facilita la movimentazione dell'apparecchiatura, anche se complessa, che può essere trasportata come un unico modulo compatto, già montato e collaudato, sollevando meccanicamente l'intero skid. 
Gli skid si possono utilizzare anche per il trasporto di semilavorati in una catena di montaggio, ad esempio per spostare scocche di veicoli lungo un impianto di verniciatura.

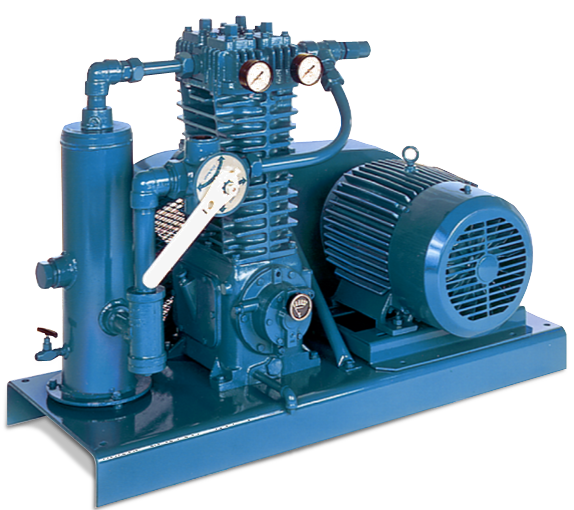
Unità compressore montata su skid
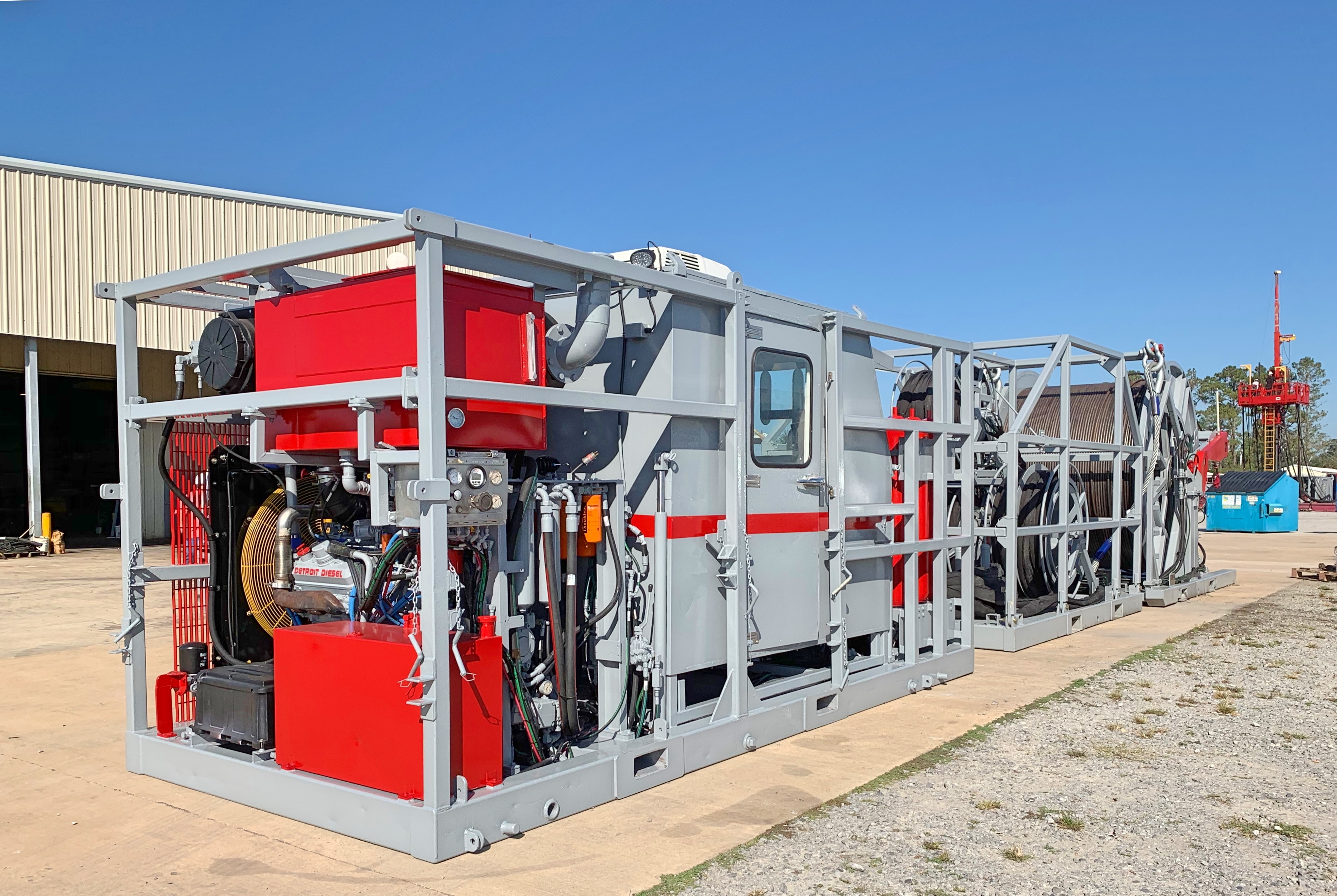
Unità di coiled tubing montata su skid
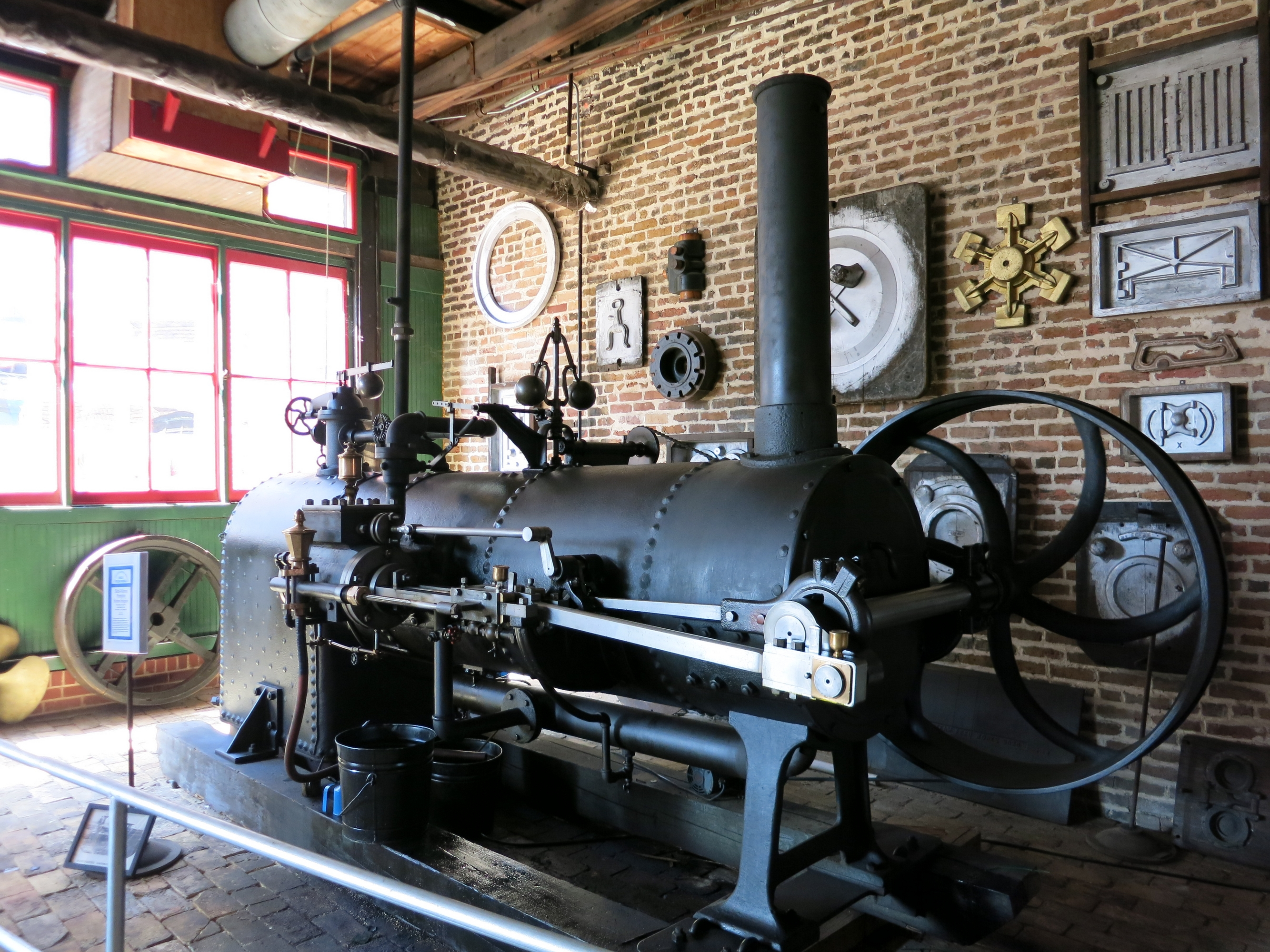
Macchina a vapore storica montata su skid